# Sojus 10
Sojus 10 ist die Missionsbezeichnung für den am 22. April 1971 gestarteten Flug eines sowjetischen Sojus-Raumschiffs zur sowjetischen Raumstation Saljut 1. Es war der erste Besuch eines Sojus-Raumschiffs bei einer Raumstation und der 18. Flug im sowjetischen Sojusprogramm. Allerdings erfolgte keine dauerhafte Kopplung und kein Umstieg in die Station.

## Besatzung

### Hauptmannschaft
- Wladimir Alexandrowitsch Schatalow (3. Raumflug), Kommandant
- Alexej Stanislawowitsch Jelissejew (3. Raumflug), Bordingenieur
- Nikolai Nikolajewitsch Rukawischnikow (1. Raumflug), Testingenieur

Schatalow und Jelissejew waren bereits bei der ersten Sojus-Kopplung von Sojus 4 und Sojus 5 beteiligt, außerdem bildeten sie die Besatzung von Sojus 8 im Gruppenflug mit Sojus 6 und Sojus 7. Sie hatten von allen Kosmonauten die größte Rendezvous-Erfahrung und waren die ersten Kosmonauten, die zu einem dritten Raumflug kamen. Rukawischnikow hatte keine Weltraumerfahrung und war zuvor auch nicht für eine Ersatzmannschaft eingeteilt.
Ursprünglich war Georgi Schonin als Kommandant vorgesehen. Aufgrund seines Alkoholproblems wurde er im Februar 1971 durch Schatalow ersetzt.

### Ersatzmannschaft
- Alexei Archipowitsch Leonow, Kommandant
- Waleri Nikolajewitsch Kubassow, Bordingenieur
- Pjotr Iwanowitsch Kolodin

### Unterstützungsmannschaft
- Georgi Timofejewitsch Dobrowolski
- Wiktor Iwanowitsch Pazajew
- Wladislaw Nikolajewitsch Wolkow

## Vorbereitung
Nachdem die UdSSR das Rennen zum Mond verloren hatte, konzentrierte sich die sowjetische Raumfahrt darauf, ein Sojus-Raumschiff an eine zuvor gestartete Raumstation zu koppeln. Im Februar 1970 hatte man entschieden, statt der militärischen Almaz- eine zivile DOS-Station zu verwenden, die schneller verfügbar war. Der Öffentlichkeit wurde aber verschwiegen, dass es sich um zwei unterschiedliche Serien handelte, alle sowjetischen Raumstationen wurden unter der Bezeichnung Saljut gestartet.
Für die nächsten Flüge sollten vier Mannschaften zu je drei Kosmonauten ausgebildet werden. Bei der Auswahl kam es wieder, wie schon mehrfach zuvor, zu Kontroversen zwischen Nikolai Kamanin, dem Leiter der Kosmonautenausbildung, und Wassili Mischin, dem Leiter des Konstruktionsbüros OKB-1.
Unter anderem versuchte Mischin, den Konstrukteur Feoktistow, der bereits mit Woschod 1 im All war, in eine der Mannschaften zu bringen. Zwar war es seinen Bemühungen zu verdanken, dass die DOS-Station gebaut wurde, aber sein gesundheitlicher Zustand entsprach nicht den Anforderungen. Kamanin dagegen favorisierte Alexei Leonow und Georgi Dobrowolski als Kommandanten der ersten Saljut-Besatzungen.
Schließlich wurden für die nächsten drei Flüge Mannschaften unter den Kommandos von Schatalow, Leonow und Dobrowolski gebildet, die zugleich Haupt-, Ersatz- und Unterstützungsmannschaft von Sojus 10 wurden.
Uneinig war man sich auch über die Dauer des Raumfluges. Kamanin verwies auf den schlechten gesundheitlichen Zustand der Sojus-9-Besatzung, die nach dem letzten Rekordflug von 17 Tagen entkräftet zur Erde zurückgekehrt war. Er befürwortete höchstens 22 Tage. Mischin dagegen forderte 30 Tage, obwohl dies bedeutete, dass entweder der Start oder die Landung bei Nacht stattfinden müsste.
Bei Sojus 10 wurde erstmals der neue Sojus-Typ 7K-T verwendet. Es verfügte über einen mit einer internen Luke ausgestatteten Kopplungsmechanismus. Von nun an konnten die Kosmonauten von einem Raumfahrzeug in das andere wechseln, ohne dafür Raumanzüge anziehen zu müssen, wie das bei bisherigen Flügen der Fall war.
Eine andere Verbesserung war das Kommunikationsschiff Kosmonaut Juri Gagarin, das längere Funkverbindungen mit der Mannschaft ermöglichte, denn im Gegensatz zur NASA verwendeten die sowjetischen Raumfahrtbehörden nur Bodenstationen im eigenen Land.
Es gelang dem Konstruktionsbüro tatsächlich, die DOS-Station innerhalb kürzester Zeit zu entwickeln und herzustellen. Am 19. April 1971 wurde die erste Raumstation mit einer Proton-Rakete in die Erdumlaufbahn gebracht. Allerdings stellte die Bodenstation fest, dass sich eine Abdeckung nicht wie vorgesehen gelöst hatte, so dass verschiedene wissenschaftliche Geräte an der Außenhülle, unter anderem ein Sonnenteleskop, nicht verwendet werden konnten.

## Missionsüberblick
Trotz schlechten Wetters startete Sojus 10 am 22. April 1971 um 23:54 UTC mit den Kosmonauten Schatalow, Jelissejew und Rukawischnikow an Bord. Wie schon bei Sojus 9 handelte es sich um einen Nachtstart, etwa eine Stunde vor Sonnenaufgang.
Für das Rendezvous wurde Sojus 10 nicht wie üblich in eine tiefere Umlaufbahn hinter dem Zielobjekt platziert, sondern begann die Annäherung aus einer höheren Umlaufbahn. In der 18. Erdumkreisung übernahmen das automatische Annäherungssystem Igla die Steuerung und verringerte die Entfernung zwischen Raumschiff und Raumstation von 16 km bis auf 180 m, dann musste die Besatzung wieder die Handsteuerung übernehmen. Sojus 10 koppelte am 24. April um 01:47 UTC mit ca. 20 bis 30 cm/s an die Raumstation an.
Obwohl beide Raumflugkörper fest miteinander verbunden waren, war die Kopplung nicht erfolgreich, und Telemetrie-Daten wiesen noch einen Abstand von 9 cm nach. Eine elektrische Verbindung zwischen Sojus und Saljut war nicht zustande gekommen. Die vollständige Koppelung misslang, weil nach dem Kontakt des Kopplungsdorns des aktiven Partners (Sojus 10) mit dem passiven Partner (Saljut) die Steuerungsautomatik von Sojus 10 die Lageregelungstriebwerke für ca. 30 Sekunden einschaltete. Damit schwang das Raumschiff um ca. 30 Grad links und rechts der Horizontallinie um den Punkt des Kopplungsdornes. Diese ungewollte Bewegung führte zu einer massiven Beschädigung des Teiles des Koppeladapters, der die feste und hermetisch dichte Verriegelung der beiden Raumschiffe realisieren sollte.
So konnte die Luke zwischen Sojus und Saljut nicht geöffnet werden. Ein Ausstieg über den freien Raum war ebenfalls nicht möglich, weil die Besatzung keine Raumanzüge an Bord hatte. Schließlich wurde die Entscheidung getroffen, die Mission abzubrechen und zur Erde zurückzukehren. 
Das Abkoppeln gelang jedoch ebenfalls nicht, weil die Ablaufsteuerung keine Prozedur zum Lösen des Koppeldornes ohne vorherige erfolgreiche Kopplung vorsah. Die Kosmonauten sahen sich nun in der Situation, dass sie die Raumstation weder betreten noch sich von ihr lösen konnten. Es gab eine Havarieprozedur, nach der der Kopplungsadapter von Sojus 10 hätte abgesprengt und im passiven Adapter der Station Saljut verbleiben können. Dann wäre jedoch eine wiederholte Kopplung mit einem neuen Raumschiff unmöglich und die Station verloren gewesen. Nach mehreren Versuchen gelang es jedoch um 07:17 UTC, das Raumschiff von der Raumstation mittels eines undokumentierten Befehles an den passiven Koppelpartner (die Station Saljut) abzukoppeln. Insgesamt waren die beiden Flugkörper 5 Stunden und 30 Minuten miteinander verbunden.
Aufgrund der vorgezogenen Rückkehr war eine Landung bei Tageslicht auf sowjetischem Territorium nicht möglich. Die Landungskommission entschied sich gegen eine Landung bei Tageslicht auf einem anderen Kontinent und für eine Nachtlandung in der Sowjetunion. Schatalow hatte zuvor versichert, dass das Ausrichten des Raumschiffes zur Bremszündung trotzdem möglich sei.
Während des Wiedereintritts drangen giftige Dämpfe in das Innere der Landekapsel und Rukawischnikow verlor vorübergehend das Bewusstsein. Die Landung von Sojus 10 erfolgte am 24. April um 23:40 UT. Am Landepunkt, 120 km nordwestlich der Stadt Karaganda in der Kasachischen SSR, war es bereits der 25. April, kurz vor Sonnenaufgang.

## Auswirkungen
Am 3. Mai wurden Schatalow, Jelissejew und Rukaschikow im Kreml geehrt. Rukaschnikow wurde für seinen ersten Raumflug zum Helden der Sowjetunion erklärt, eine Ehrung, die seine beiden Mannschaftskameraden bereits empfangen hatten.
Der Öffentlichkeit gegenüber wurde der Standpunkt vertreten, dass es gar nicht geplant war, die Raumstation zu betreten, dass Sojus 10 vielmehr nur die Kopplungsprozedur hätte testen sollen. Die Sowjetunion lege Wert auf sicheren und systematischen Fortschritt bei der Erforschung des Weltalls. 
Intern dagegen wurden die Fehlerursachen gesucht, denn von vier Kopplungsversuchen mit bemannten Sojus-Raumschiffen hatte nur ein einziger zwei Jahre zuvor Erfolg, nämlich der erste, als zwei Kosmonauten (Jelissejew und Chrunow) von Sojus 5 aus beim ersten Weltraumumstieg der Geschichte zum aktiven Dockingpartner Sojus 4, allerdings durch einen Außenbordumstieg, wechselten.
Bei der Untersuchung stellte sich heraus, dass die Kosmonauten während der Annäherung offenbar keine Möglichkeit hatten, Abstand und Winkel zu bestimmen. Prüfreihen bestätigten den Verdacht, dass sich durch das Aufeinanderprallen in ungünstigem Winkel ein Teil des Dockingsystems der Sojus verformt haben könnte. Der Kopplungsadapter der Saljut schien nach Foto- und Filmaufnahmen dagegen noch intakt zu sein, so dass ein zweiter Versuch mit Sojus 11 baldmöglichst durchgeführt werden sollte.
Vorgesehen war der Flug von Sojus 11 im Juni 1971 mit der Ersatzmannschaft von Sojus 10: Alexei Leonow als Kommandant sowie Pjotr Kolodin und Waleri Kubassow. Es wurde auch erwogen, dass die Sojus-11-Mannschaft einen Weltraumausstieg durchführen sollte, um einerseits den Kopplungsstutzen der Saljut zu untersuchen, andererseits auch die Abdeckung der wissenschaftlichen Geräte an der Außenseite der Raumstation zu entfernen. Zu diesem Zweck hätten allerdings nur zwei Kosmonauten starten können, für drei Personen in Raumanzügen war die Kommandokapsel zu eng. Dieser Plan wurde aus Zeitgründen abgewiesen. Bis Raumanzüge angefertigt und die Kosmonauten trainiert wären, wäre die Saljut bereits am Ende ihrer Nutzungsdauer angelangt.
So wurde bei Sojus 11 der Koppelungsmechanismus verstärkt, um einen erneuten Defekt zu vermeiden. Außerdem wurde in die Ablaufsteuerung eingearbeitet, dass die Lageregelungstriebwerke sofort nach dem Kontakt mit der Station blockiert sind. Nach der Rückkehr von Sojus 11 sollte die Mannschaft von Dobrowolski mit Sojus 12 einen weiteren Flug zu Saljut 1 unternehmen.
Neben der bereits im All befindlichen Raumstation waren eine zweite DOS-Station sowie eine militärische Station vom Typ Almaz bereits im Bau. Nachdem das Rennen zum Mond für die Sowjets verloren gegangen war, hatten sie nun die Möglichkeit, bei Raumstationen einen großen Vorsprung vor der NASA zu erreichen. Der Start der amerikanischen Raumstation Skylab war erst für 1973 vorgesehen.
Für Schatalow und Jelissejew war dies jeweils der dritte Flug, und das innerhalb von nur zwei Jahren. Bei Sojus 4 und Sojus 5 waren sie getrennt gestartet und gemeinsam gelandet, und den Flug von Sojus 8 hatten sie gemeinsam durchgeführt. Die sowjetische Raumfahrt verfügte über eine wesentlich größere Auswahl an Raumfahrern, und so war es selten, dass Kosmonauten mehrfach zum Einsatz kamen. Erst 1978 sollte mit Pjotr Klimuk ein weiterer Kosmonaut zum dritten Raumflug kommen.